# 野瀬豊
野瀬 豊（のせ ゆたか、1960年6月4日 - 2025年7月17日）は、日本の政治家。福井県大飯郡高浜町長（5期）。福井県原子力発電所所在市町協議会副会長。

## 来歴
高浜町出身。福井県立若狭高等学校卒業。調理専門学校を経て、1982年に洋菓子店を創業。2000年に高浜町議会議員補欠選挙で初当選。
2004年4月25日に行われた高浜町長選挙に立候補するが、現職の今井理一との一騎打ちに敗れる。
2008年4月の高浜町長選挙に立候補し無投票により初当選。5月19日、町長就任。
2016年、元福井県議会議員の一瀬明宏を破り3選。
2020年4月19日、任期期満了に伴う町長選で再び一瀬明宏を破り4選。
2024年4月21日の町長選で一瀬ら新人2候補を破り5選。
2025年7月17日、虫垂がん治療のため入院中、京都市内の病院で死去。65歳没。

## 便宜供与疑惑
2011年3月、野瀬は自身が経営する会社の業績悪化に伴い、町の事業を受注する県内のコンサルタント企業から運転資金や負債返済用に1500万円を金利0.5％で借り、2016年3月に一括返済する契約を交わした。しかし、業績は改善せず返済が困難になり2018年、コンサルタント企業からの請求を受けて返済計画を協議。期限を2021年12月末に延ばした上で、金利を6％にし同町長の不動産5筆を担保に加えた。2019年12月までに約437万円を返済した。遅延利息を含めた残りは約1356万円。
また野瀬は、町の資産公開条例で義務づけられた報告書への借金記載を2018年までの8年間していなかった。企業への便宜供与の有無を報道機関から指摘されると「一切ない」と否定した。